# Sigma (IT-Unternehmen)
Sigma AB ist ein schwedisches IT-Beratungsunternehmen mit Sitz in Göteborg.

## Hintergrund
Dan Olofsson gründete 1986 Sigma. In den folgenden Jahren wuchs das Unternehmen, das 1993 den heutigen Namen annahm und ab 1996 ins Ausland expandierte. Von 1997 bis 2013 war Sigma an der Börse Stockholms notiert, ehe es von der Investmentfirma Danir des Unternehmensgründers Olofsson aufgekauft und von der Börse genommen wurde. 2001 wurde das Unternehmen umstrukturiert und dabei in die Unternehmen Sigma, Epsilon und Teleca aufgegliedert, die teilweise separat an der Börse notiert waren. Teleca (2008 von der Symphony Group) und Epsilon (2012 von der ÅF Group) wurde später von Investoren übernommen.
2013 übernahm Sigma die in Lund ansässige Entwicklungsabteilung für Mobilfunkhardware und Konnektivität von Sony Mobile, die unter dem Namen Sigma Connectivity fortgeführt wurde. Im Zuge einer Neustrukturierung erfolgte 2014 eine Aufteilung auf sechs Geschäftsbereiche, die unter den Namen Sigma IT Consulting, Sigma Technology, Sigma Connectivity, Sigma Industry, Sigma Civil, and Sigma Software geführt werden.
Sigma bietet Beratungsdienstleistungen rund um IT-Dienste an. Darunter fallen insbesondere Dienstleistungen rund um die Entwicklung von IT-Systemen, Datennetzen und Informationsmanagement.